# Уинка
Уинка — малая река в городе Перми, левый приток реки Ива. Длина — около 2 км. Она протекает между густонаселёнными микрорайонами Садовый и Городские горки в Мотовилихинском районе г. Перми.
Река берёт начало в районе пересечения улиц Юрша и Пушкарская. Исток реки застроен гаражными кооперативами. На поверхность река выходит возле дома по адресу А. Гайдара 5 и до Улицы Уинской протекает в глубоком Поваренном логу № 3 глубиной от трех до пятнадцати метров. Левый берег реки — крутой, правый пологий. Главный источник питания реки — грунтовые воды. На склонах Уинки бьёт большое количество родников, которые формируют водоток реки и не позволяют ей замерзать зимой.
До пересечения реки с улицей Уинская в долине р. Уинка находится Сад Соловьёв с экологической тропой и прогулочной зоной.
В среднем течении реку пересекает дамба автомобильной дороги — ул. Уинская, после которой река частично забрана в коллектор, местами засоренный. В нижнем течении реку пересекает дамба автомобильной дороги — ул. Юрша. После пересечения с ул. Юрша р. Уинка вновь выходит на поверхность. Поскольку пропускная способность коллектора значительно снижена, это является причиной образования выше дамбы водоема. Далее река протекает под автотранспортным предприятием, построенном на сваях и не затрудняющем течение водотока в своём русле и через 80 метров впадает в реку Ива.